# Samarendra Nath Roy
Samarendra Nath Roy (Calcutá, 11 de dezembro de 1906 – Jasper, Alberta, 23 de julho de 1964) foi um estatístico indiano.

## Vida
Roy estudou na Universidade de Calcutá com bacharelado em matemática em 1928 e mestrado em 1931. Na época trabalhou com cosmologia, sob a coordenação de N. R. Sen. Quando procurou um computador para a solução numérica de uma equação diferencial parcial necessária em suas pesquisas, encontrou o computador somente no Indian Statistical Institute (ISI) de Prasanta Chandra Mahalanobis. Teve por isto despertado seu interesse em estatística, tendo se afiliado ao ISI onde realizou pesquisas sobre estatística multivariável. Em 1938 lecionou no departamento de matemática aplicada da Universidade de Calcutá. De 1946 a 1949 foi diretor assistente do ISI e dirigiu em 1947/1948 o a poucos anos fundado departamento de estatística da Universidade de Calcutá. Em 1949 foi professor visitante da Universidade Columbia, retornou pouco depois para Calcutá e foi então em 1950 professor de estatística da Universidade da Carolina do Norte. Em 1951 obteve um mestrado na Universidade de Calcutá, orientado por Prasanta Chandra Mahalanobis.

## Publicações selecionadas
- Potthoff, R. F. and Roy, S. N. (1964), “A generalized multivariate analysis of variance model useful especially for growth curve problems”, Biometrika, vol. 51, pp. 313–326.
- Roy, S. N. (1957), “Some Aspects of Multivariate Analysis”, New York: Wiley.
- Roy, S. N. and Sarhan, A. E. (1956), “On inverting a class of patterned matrices”, Biometrika, 43, 227–231.

## Teses de doutorado orientadas por Roy (seleção)
- Olkin, Ingram (1951). "On distribution problems in multivariate analysis".
- Pachares, James (1953). "On the distribution of quadratic forms".
- Pillai, K.C. Sreedharan (1954). "On some distribution problems in multivariate analysis".
- Mitra, Sujit K. (1956).[3] "Contributions to the statistical analysis of categorical data".
- Gnanadesikan, Ramanathan (1957). "Contributions to multivariate analysis including univariate and multivariate variance components analysis and factor analysis".
- Potthoff, Richard F. (1958). "Multi-dimensional incomplete block designs".
- Diadmond, Earl L. (1958). "Asymptotic power and independence of certain classes of tests on categorical data".
- Bargman, Rolf (1958). "A study of independence and dependence in multivariate normal analysis".
- Cobb, Whitfield (1959). "Studies in univariate and multivariate variance components analysis connected with sampling from a finite population".
- Bhapkar, Vasant P. (1959). "Contributions to the statistical analysis of experiments with one or more responses".
- Sathe, Yashawande S. (1962). "Studies in certain types of nonparametric inference".
- Das Gupta, Somesh (1963). "Some problems in classification".
- Mudholkar, Govind S. (1963). "Some contributions to the theory of univariate and multivariate statistical analysis".

Fontes: